# Patyolatfehér kehelygombácska
A patyolatfehér kehelygombácska (Lachnum virgineum) a Hyaloscyphaceae családba tartozó, kozmopolita elterjedésű, korhadó növényi anyagon élő gombafaj. 

## Megjelenése
A patyolatfehér kehelygombácska termőteste 0,4-1,2 mm széles, fiatalon gömb alakú, majd kinyílik csésze vagy kehely formájú lesz, amely kb. 1 mm-es nyélen ül. 
A csésze belső oldalán lévő termőréteg sima, krémfehér színű. A külső oldal fehér vagy krémszínű, hosszú, sűrű szőrszálakkal. Szaga és íze nem jellegzetes.
A hengeres vagy bunkó alakú tömlő (aszkusz) 38-47 x 4-5 µm-es. Az aszkospóra orsó alakú, mérete 6-9 x 1,4-2,5 µm. Spórapora fehér, áttetsző.

### Hasonló fajok
A többi Lachnum-fajtól vagy a hófehér csészegombácskától csak mikroszkóppal lehet elkülöníteni.

## Elterjedése és termőhelye
Az Antarktisz kivételével minden kontinensen megtalálható. 
Korhadó ágak, növényi szárak, fadarabok, fenyőtobozok, bükkmakkok anyagát bontja, a termőtestek ezek felületén jelennek meg, többnyire csoportosan. Leggyakrabban tél végén, kora tavasszal látható, de egész évben teremhet a fagymentes időszakban.  

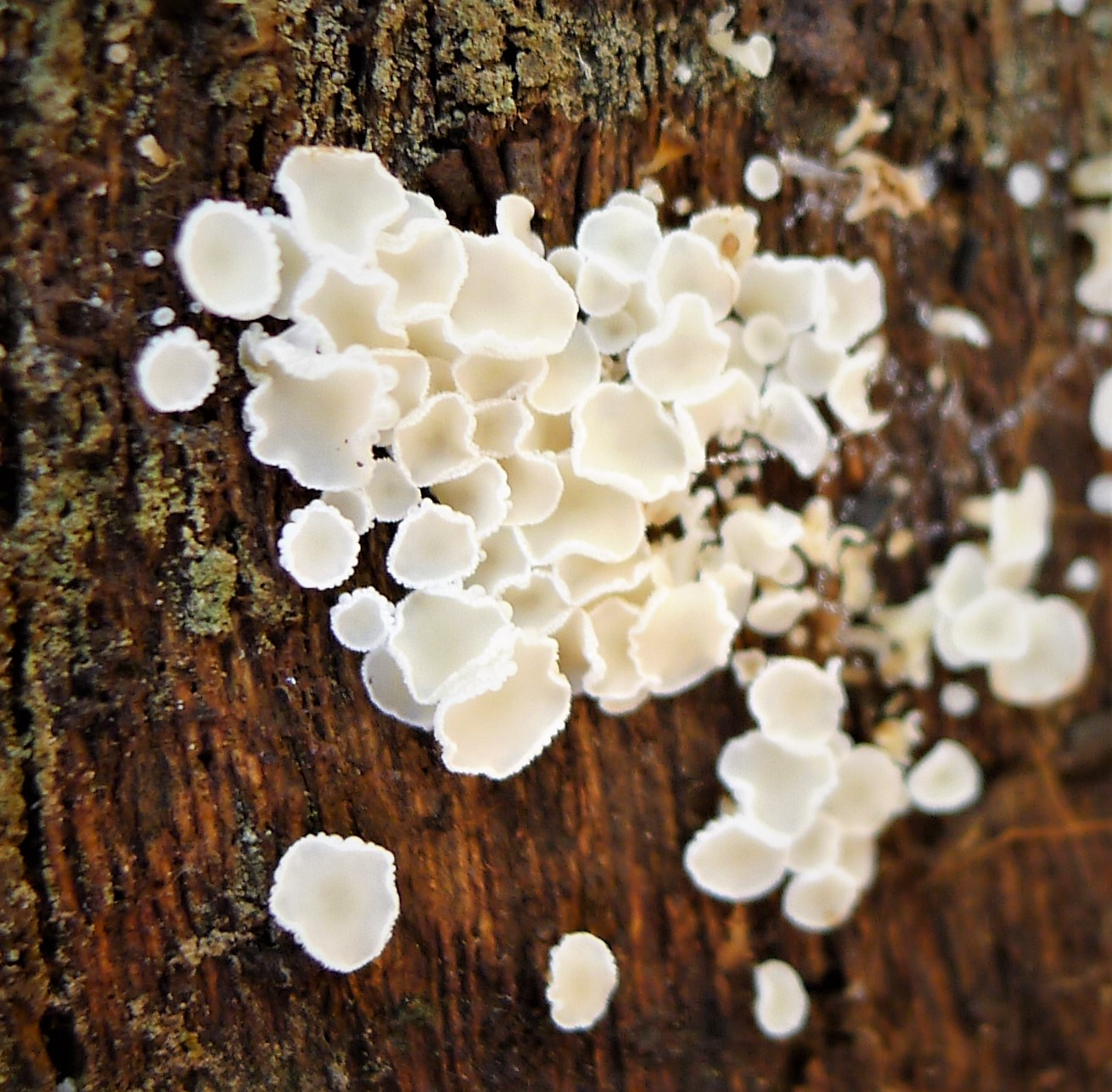
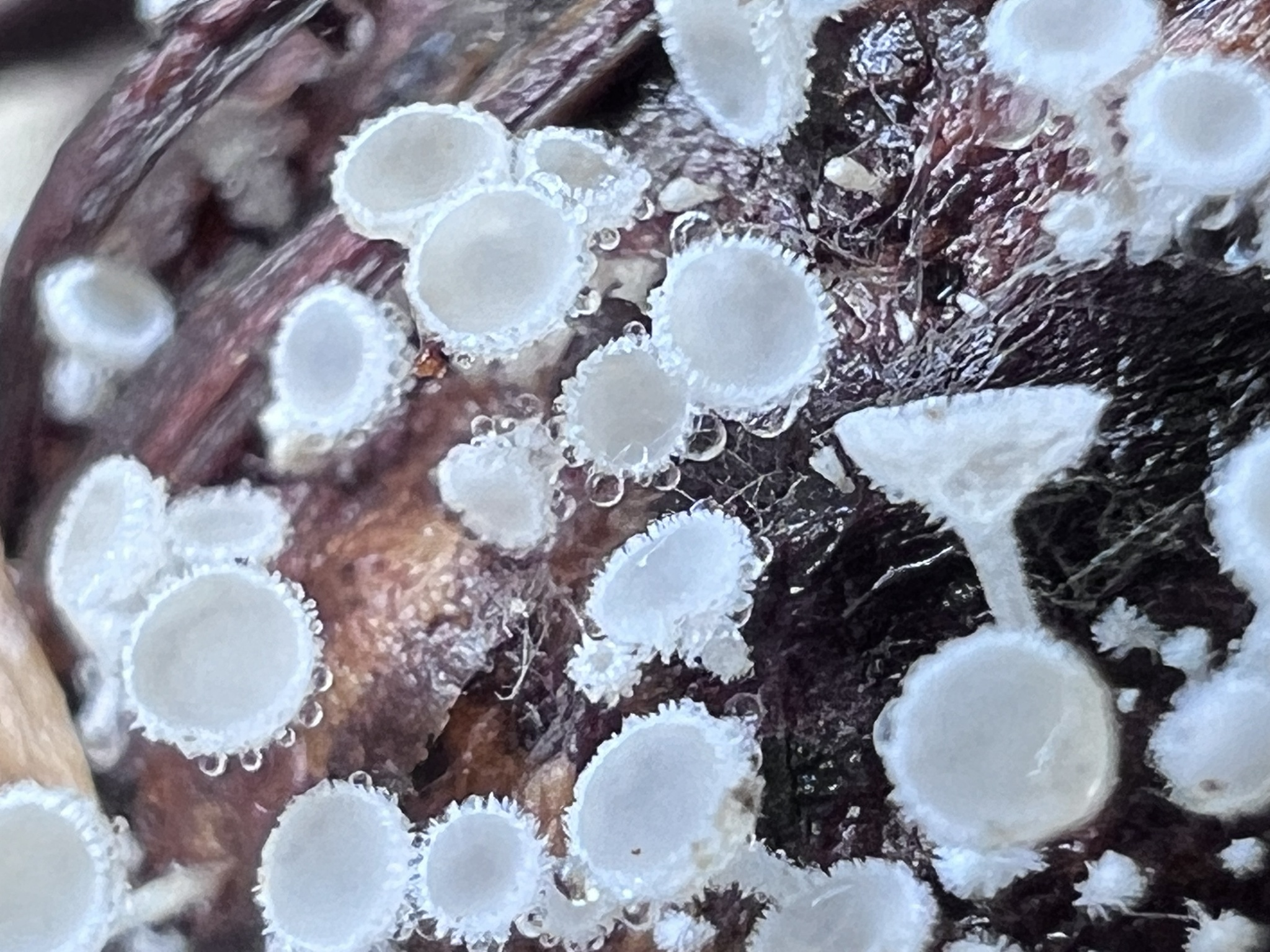
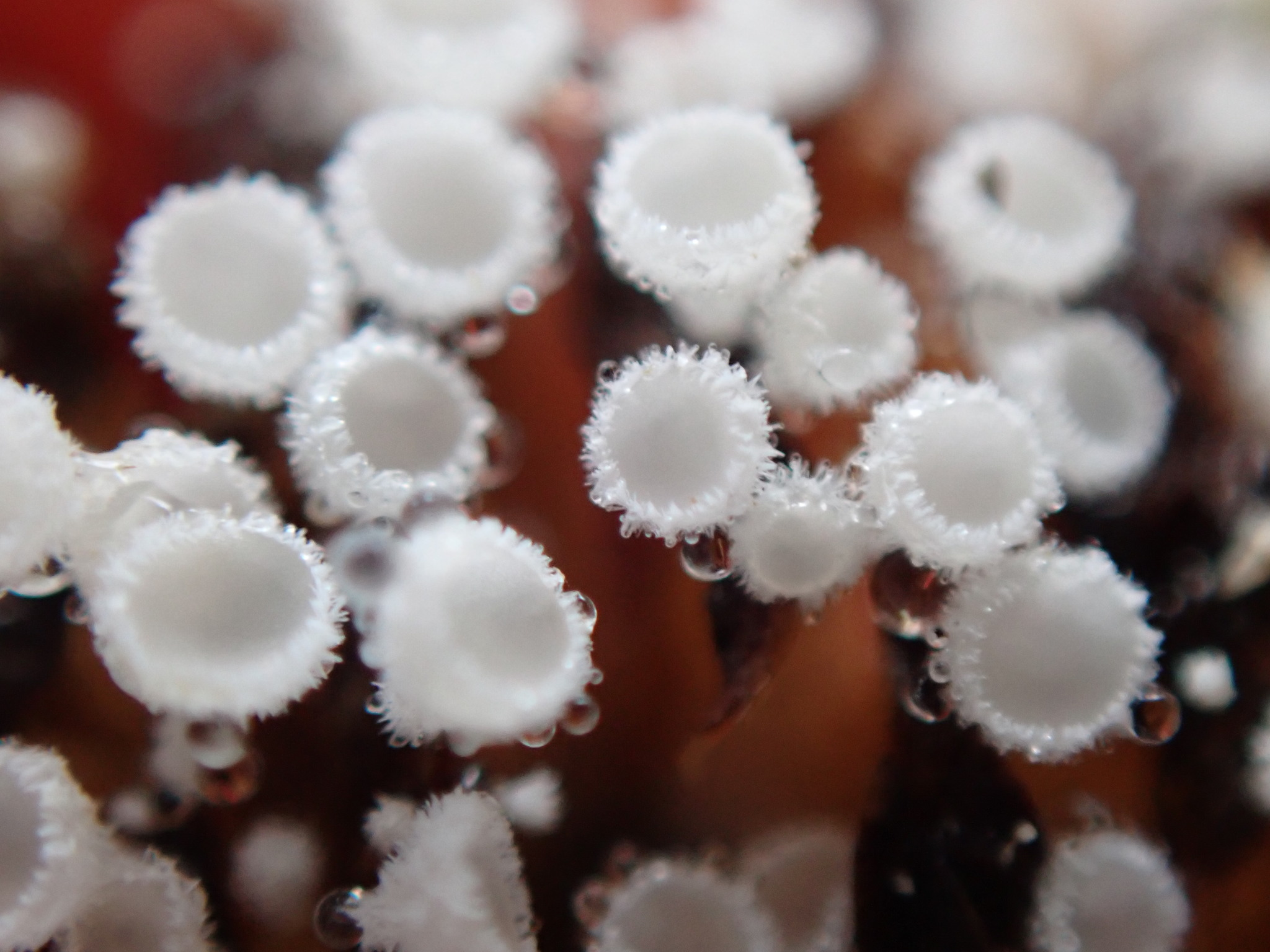
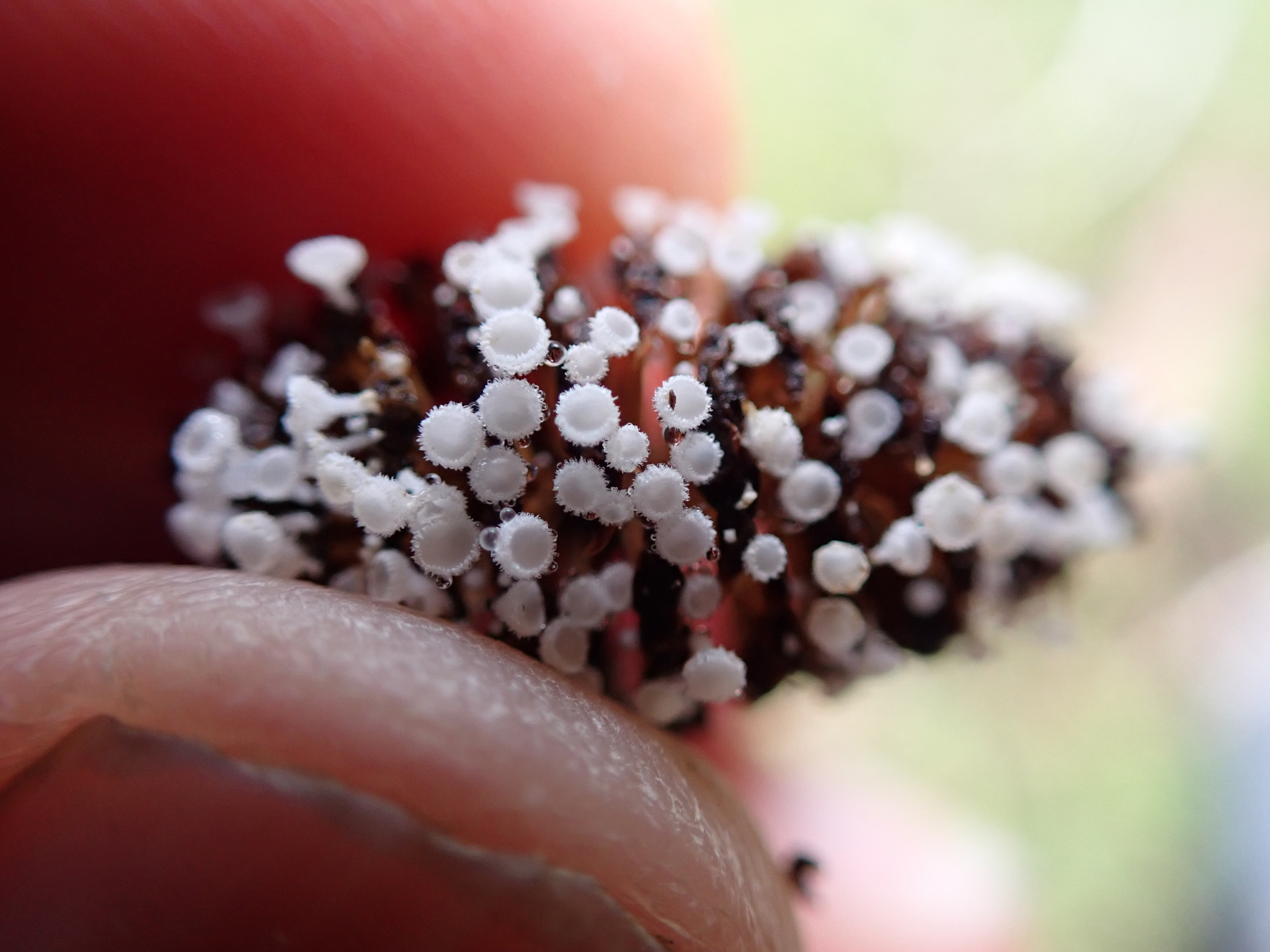
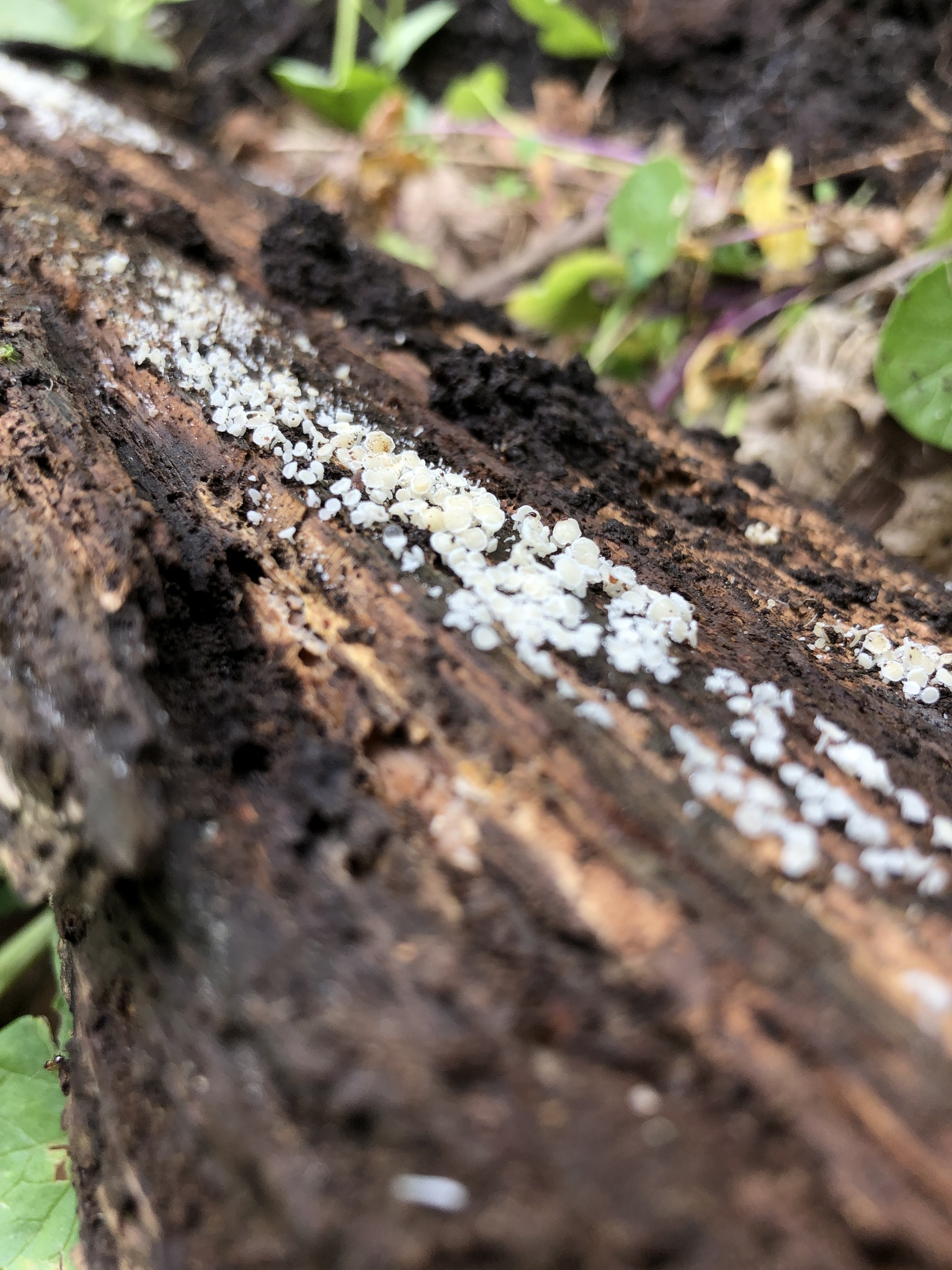